# Santa Florina
Sainte-Florine és un municipi francès situat al departament de l'Alt Loira i a la regió d'Alvèrnia-Roine-Alps. L'any 2007 tenia 3.113 habitants.

## Demografia

### Població
El 2007 la població de fet de Sainte-Florine era de 3.113 persones. Hi havia 1.415 famílies de les quals 526 eren unipersonals (215 homes vivint sols i 311 dones vivint soles), 442 parelles sense fills, 351 parelles amb fills i 96 famílies monoparentals amb fills.
La població ha evolucionat segons el següent gràfic:
Habitants censats

### Habitatges
El 2007 hi havia 1.743 habitatges, 1.432 eren l'habitatge principal de la família, 50 eren segones residències i 260 estaven desocupats. 1.448 eren cases i 294 eren apartaments. Dels 1.432 habitatges principals, 959 estaven ocupats pels seus propietaris, 454 estaven llogats i ocupats pels llogaters i 19 estaven cedits a títol gratuït; 11 tenien una cambra, 80 en tenien dues, 270 en tenien tres, 560 en tenien quatre i 512 en tenien cinc o més. 972 habitatges disposaven pel capbaix d'una plaça de pàrquing. A 680 habitatges hi havia un automòbil i a 491 n'hi havia dos o més.

### Piràmide de població
La piràmide de població per edats i sexe el 2009 era:
| Homes | Edats   | Dones |
| ----- | ------- | ----- |
| 4     | 95 o +  | 4     |
| 8     | 90 a 94 | 24    |
| 12    | 85 a 89 | 40    |
| 20    | 80 a 84 | 52    |
| 40    | 75 a 79 | 124   |
| 76    | 70 a 74 | 92    |
| 124   | 65 a 69 | 112   |
| 88    | 60 a 64 | 96    |
| 92    | 55 a 59 | 68    |
| 132   | 50 a 54 | 172   |
| 84    | 45 a 49 | 84    |
| 124   | 40 a 44 | 72    |
| 84    | 35 a 39 | 144   |
| 116   | 30 a 34 | 92    |
| 96    | 25 a 29 | 92    |
| 40    | 20 a 24 | 52    |
| 80    | 15 a 19 | 52    |
| 64    | 10 a 14 | 104   |
| 88    | 5 a 9   | 68    |
| 48    | 0 a 4   | 72    |

## Economia
El 2007 la població en edat de treballar era de 1.885 persones, 1.292 eren actives i 593 eren inactives. De les 1.292 persones actives 1.106 estaven ocupades (634 homes i 472 dones) i 186 estaven aturades (68 homes i 118 dones). De les 593 persones inactives 238 estaven jubilades, 129 estaven estudiant i 226 estaven classificades com a «altres inactius».

### Ingressos
El 2009 a Sainte-Florine hi havia 1.492 unitats fiscals que integraven 3.181 persones, la mediana anual d'ingressos fiscals per persona era de 16.159 €.

### Activitats econòmiques
Dels 121 establiments que hi havia el 2007, 4 eren d'empreses alimentàries, 3 d'empreses de fabricació de material elèctric, 2 d'empreses de fabricació d'elements pel transport, 13 d'empreses de fabricació d'altres productes industrials, 17 d'empreses de construcció, 25 d'empreses de comerç i reparació d'automòbils, 2 d'empreses de transport, 12 d'empreses d'hostatgeria i restauració, 2 d'empreses d'informació i comunicació, 5 d'empreses financeres, 5 d'empreses immobiliàries, 9 d'empreses de serveis, 13 d'entitats de l'administració pública i 9 d'empreses classificades com a «altres activitats de serveis».
Dels 35 establiments de servei als particulars que hi havia el 2009, 1 era una oficina d'administració d'Hisenda pública, 1 gendarmeria, 1 oficina de correu, 3 oficines bancàries, 1 funerària, 3 tallers de reparació d'automòbils i de material agrícola, 2 autoescoles, 3 paletes, 2 guixaires pintors, 3 fusteries, 1 lampisteria, 3 electricistes, 5 perruqueries, 2 restaurants, 3 agències immobiliàries i 1 saló de bellesa.
Dels 16 establiments comercials que hi havia el 2009, 1 era un supermercat, 1 una botiga de més de 120 m², 1 una botiga de menys de 120 m², 3 fleques, 3 carnisseries, 2 llibreries, 2 botigues d'electrodomèstics, 1 una botiga de material esportiu, 1 un drogueria i 1 una floristeria.
L'any 2000 a Sainte-Florine hi havia 9 explotacions agrícoles que ocupaven un total de 498 hectàrees.

## Equipaments sanitaris i escolars
El 2009 hi havia 1 centre de salut, 2 farmàcies i 1 ambulància.
El 2009 hi havia 2 escoles maternals i 2 escoles elementals. A Sainte-Florine hi havia 2 col·legis d'educació secundària i 1 liceu tecnològic. Als col·legis d'educació secundària hi havia 334 alumnes i als liceus tecnològics 133.

## Poblacions més properes
El següent diagrama mostra les poblacions més properes.